# 須崎西インターチェンジ
須崎西インターチェンジ（すさきにしインターチェンジ）は、高知県須崎市下分乙にある高知自動車道（須崎道路）のインターチェンジである。高知IC方面から新荘川橋東詰への連絡路に道の駅かわうその里すさきが隣接する。

## 概要
当ICは、四万十町中央IC方面のみ利用できるハーフICのため、高知IC方面への利用はできない。ただし、高知IC方面から四万十町中央IC方面に向かう下り線には連絡路があり、流出可能になっている。この連絡路は本IC以西が開通するまで設けられていた新荘川橋東詰仮出入口（しんしょうかわばしひがしづめかりでいりぐち）の出口ランプウェイである。連絡路に面して道の駅かわうその里すさきの駐車場が設けられており、道の駅を利用できる。須崎東ICから四万十町中央IC方面は無料区間のため、料金所は設置されていない。
四万十町方面から来た場合、その先の須崎中央IC・須崎東ICは高知方面のみのハーフICのため、有料区間内の土佐ICまで出られない。従って本ICが無料区間の最終出口であり、本ICにはその旨を警告する標識が設置されている。

## 歴史
- 2011年（平成23年）3月5日 : 新荘川橋東詰仮出入口 - 須崎西IC間、須崎西IC - 中土佐IC間が開通し[3]、新荘川橋東詰仮出入口を廃止。

## 周辺
- 道の駅かわうその里すさき
- JR土讃線 土佐新荘駅
- 須崎市立須崎中学校
- 須崎市立新荘小学校
- 須崎市立図書館
- 須崎商工会議所
- 須崎市立須崎小学校

## 接続する道路

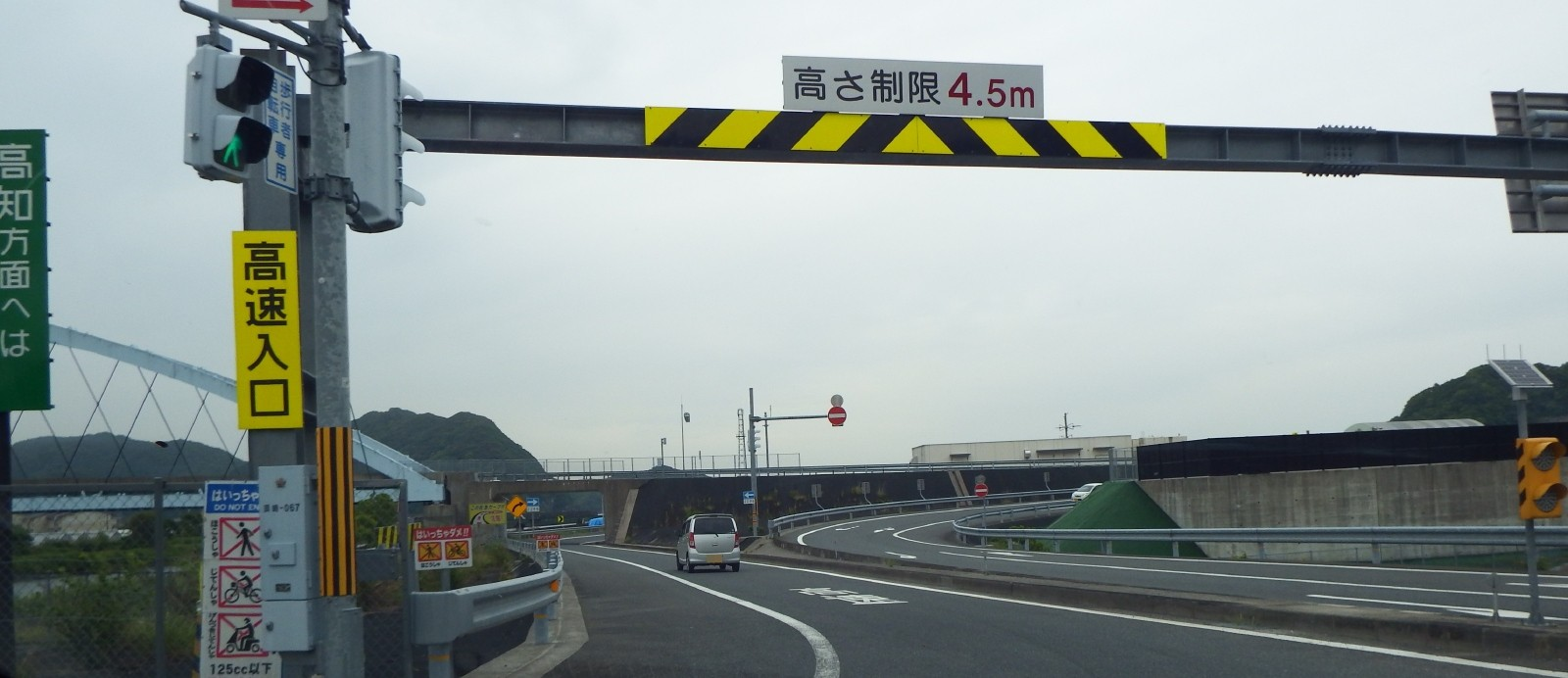
国道56号からの出入口

直接接続
- 国道56号

間接接続
- 国道197号

## 隣
E56 須崎道路
(15) 須崎中央IC - (16) 須崎西IC
E56 高知自動車道
(16) 須崎西IC - (17) 中土佐IC